# Kirschgarten (Mainz)

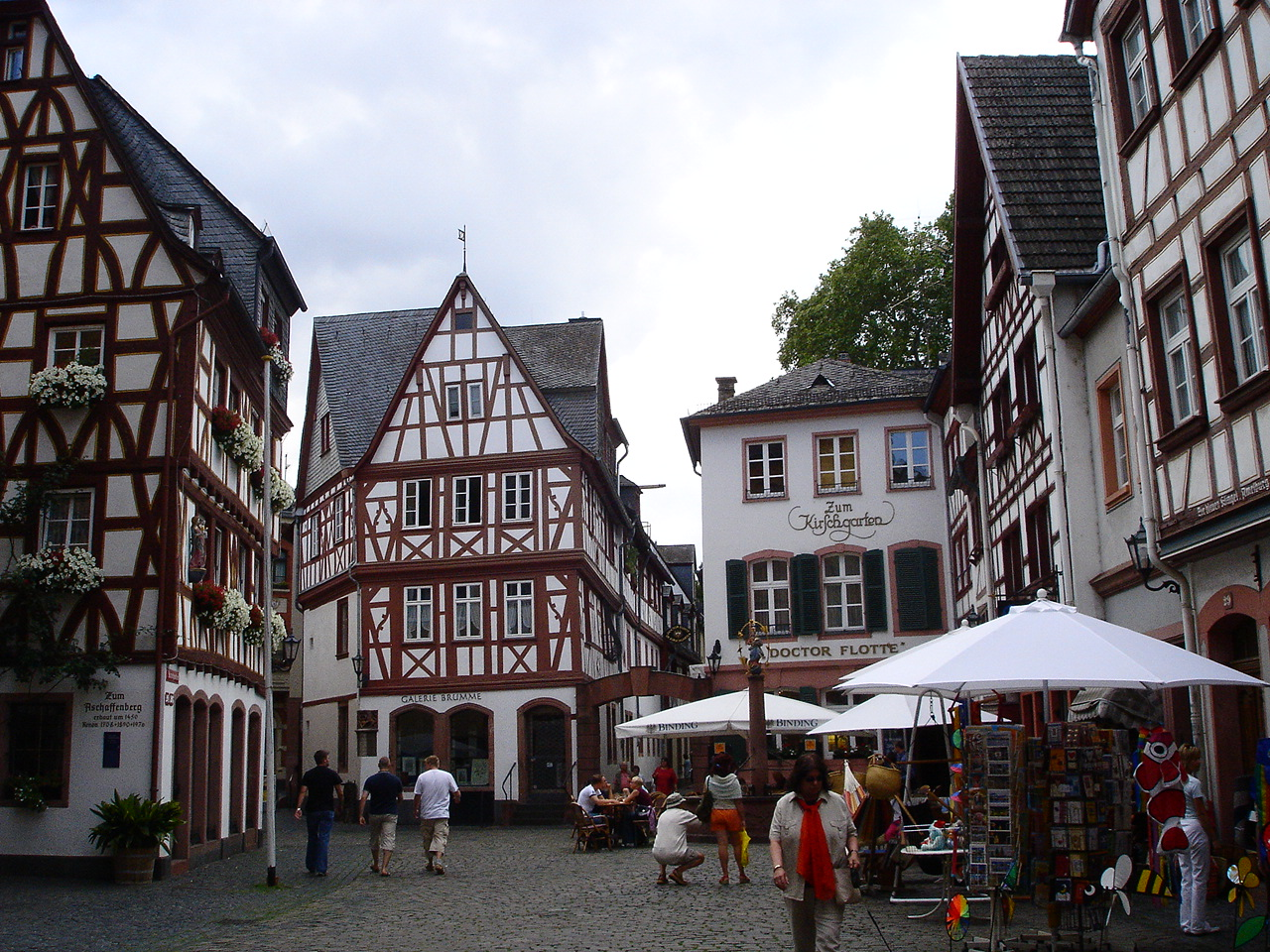
Kirschgarten mit dem Haus Zum Aschaffenberg, hinter dem Brunnen das Geburtshaus von Kathinka Zitz-Halein

Der Kirschgarten ist ein Platz mit Fachwerkbebauung in der Altstadt von Mainz. Kulturmerkmale sind parallel platzierte Fachwerkhäuserlinien, die durch die Gasse entlang des „Weihergarten“ verbunden werden.
Bereits 1329 existierte der Platz als „im Kirschgarten“. Der Name kommt von der Quelle „Kirschborn“, die dort am alten Rochushospital entsprang. Er war ein Teil der Siedlungsausdehnung Nova Civitas im 13. und 14. Jahrhundert und ziemlich dicht besiedelt, wie der Schwedenplan von 1625/26 zeigt. Johann Albinus betrieb Ende des 16. Jahrhunderts eine von Friedrich Hewmann (Heumann) im Haus „zum Sewlöffel“ (Saulöffel) im Kirschgarten gegründete Buchdruckerei.
Anfangs war der Kirschgarten ein geschlossener Platz, der sich nur in etwa der Breite eines Hauses zur damaligen Augustinergasse öffnete. Er gehörte zur Immunität des Mainzer Domkapitels. Die Architektur der Häuser stammt aus dem 15. bis 18. Jahrhundert. Die heute mit „Kirschgarten“ bezeichnete Gasse hieß im 16. Jahrhundert „die kleine Schöffergasse“.  Während der französischen Administration zur Zeit des Konsulats und Ersten Kaiserreichs wurde der Platz im Stadtplan als Jardin des cerisiers bezeichnet. Die Kirschgartengasse wurde in ihrem unteren Teil erst Ende des 18. Jahrhunderts zu dem heutigen Platz ausgeweitet. In diesem Zuge wurde eine Verbindung zur Schönbornstraße geschaffen. 1976 bis 1979 wurde sie umfangreich erneuert, wobei auch das Fachwerk freigelegt wurde.
Der Mainzer Verschönerungsverein stiftete am 3. September 1932 als Ersatz für einen älteren eisernen Brunnen den Kirschgartenbrunnen (auch genannt: Marien- oder Madonnenbrunnen), der noch heute auf dem Platz steht. Der dafür benötigte rote Sandstein wurde von abgebrochenen Zieraufbauten der Straßenbrücke genommen. Auf diesem Brunnen befindet sich die von Jean Sauer angefertigte Kopie einer Statue der Jungfrau Maria von Harxheim, genannt Harxheimer Madonna, an seinem Grund ist ein Relief des Bildhauers Carl Moritz Hoffmann zu sehen. Es zeigt die Blasiuskapelle, die bis 1803 den Eingang zum Kirschgarten bildete.
Zum Aschaffenberg, etwa 1500 erbaut, ist das älteste, heute noch in Teilen erhaltene Fachwerkhaus von Mainz.

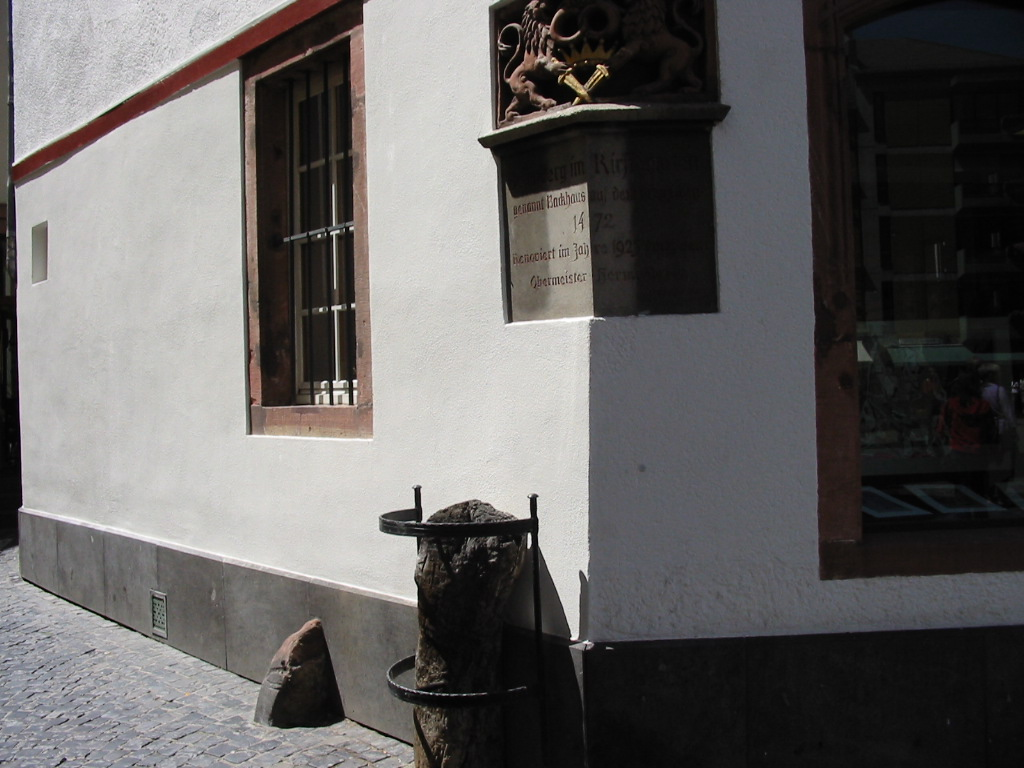
Versteinerter Baumstamm am Haus Nr. 19

An der Ecke des Hauses „Zum Beimburg“ (Hausnummer 19) stehen die Reste eines Baumstumpfes. Dieser ist jedoch nicht, wie vielfach erzählt, ein Kirschbaumstamm (aus einem früheren Kirschgarten!), sondern der fast schon versteinerte Rest einer Eiche oder eines ähnlichen Baumes.
Kathinka Zitz – alias Tina Halein – eine Schriftstellerin, wurde 1801 während des französischen Konsulats im Kirschgarten geboren. An sie erinnert ein „Kathinka-Zitz-Weg“ beschrifteter Fußweg, der hinter ihrem Geburtshaus vorbei zur Weihergartenstraße führt.